# Rondibilis birmana
Rondibilis birmana là một loài bọ cánh cứng trong họ Cerambycidae.